# 雷荣珂

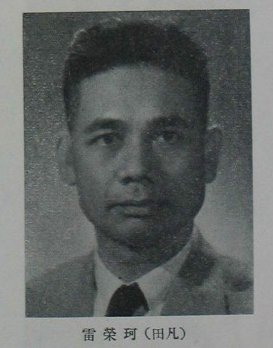
雷榮珂近照

雷荣珂（1898年—1974年），广西南宁人，中华人民共和国政治人物。
担任中国致公党中央常务委员，中国人民解放军攻占南宁后首任副市长的民主人士。1954年，当选第一届全国人民代表大会代表。